# Hochanger (Mürzsteger Alpen)
Der Hochanger ist ein 1682 m ü. A. hoher Berg in der Obersteiermark. Er befindet sich im westlichen Teil der Mürzsteger Alpen zwischen der Hohen Veitsch und dem Turntaler Kogel (1610 m ü. A.) im Nordosten sowie dem Steirischen Seebergpass im Nordwesten.
Wegen seiner günstigen Lage und seines baumfreien Gipfels ist der Hochanger ein sehr guter Aussichtsberg, vor allem zur östlichen Hochschwabgruppe und der Hohen Veitsch sowie ins Aflenzer Becken im Südwesten.

## Anstiege
- Von der Seebergalm (am Steirischen Seeberg an der Mariazeller Straße B20 gelegen) über das Lappental und die Göriacheralm, Gehzeit: zwei Stunden
- Von Turnau oder Göriach über die Ostereralm, Gehzeit: drei Stunden
- Von Greith über die Turnauer Alm und den Höhenweg zur Göriacher Alm, Gehzeit: dreieinhalb Stunden

Im Winter ist der Hochanger von der Seebergalm aus ein gern besuchter, einfacher Schitourengipfel. Auch für Schneeschuhwanderungen ist sein Gelände ähnlich gut geeignet.